# تفاعل إعادة ترتيب

تفاعلات إعادة الترتيب نوعية واسعة من أنواع التفاعلات العضوية حيث يتم إعادة ترتيب الهيكل الكربوني للجزيء ليعطي متزامر بنائي للجزيء الأصلي. وغالبا يتم تحريك مستبدل من ذرة لأخرى في نفس الجزيء. وفي المثال بالأسفل المستبدل R يتم تحريكه من ذرة كربونC1 إلى C2.
RC1-C2-C3 → C1-RC2-C3
بعض تفاعلات إعادة الترتيب المفتاحية:
- 2,1-إعادة ترتيب.
- إعادة الترتيب الإلكترو حلقية
- تفاعل سيجما منقلبة
- تغيير أولفين